# درصوفه
درصوفه (گناباد)، روستایی از توابع بخش کاخک شهرستان گناباد در استان خراسان رضوی ایران است.

## جمعیت
این روستا در دهستان زیبد قرار دارد و براساس سرشماری مرکز آمار ایران در سال ۱۳۸۵، جمعیت آن ۱۶ نفر (۶خانوار) بوده است.

## جغرافیا
این روستا در فاصله 3 کیلومتری زیبد و 26 کیلومتری گناباد واقع است این روستا در داخل تنگل و دیواره  کوه زیبد دامنه کوه تیرماهی و نزدیک ایوان صوفه پیر قرار دارد که محوطه باستانی است. در صوفه ایوانی است که مانند تاق بستان می باشد بدون نقوش و سنگ تراشی نشده است ولی احتمالا اقامتگاه یزدگرد سوم بوده این منطقه مقدس محسوب میشده و آب چکان ایوان صوفه ان چشمه ای مقدس بوده است.احتمالا از معابد دوره میترایی نیز بوده است.

## نگارخانه

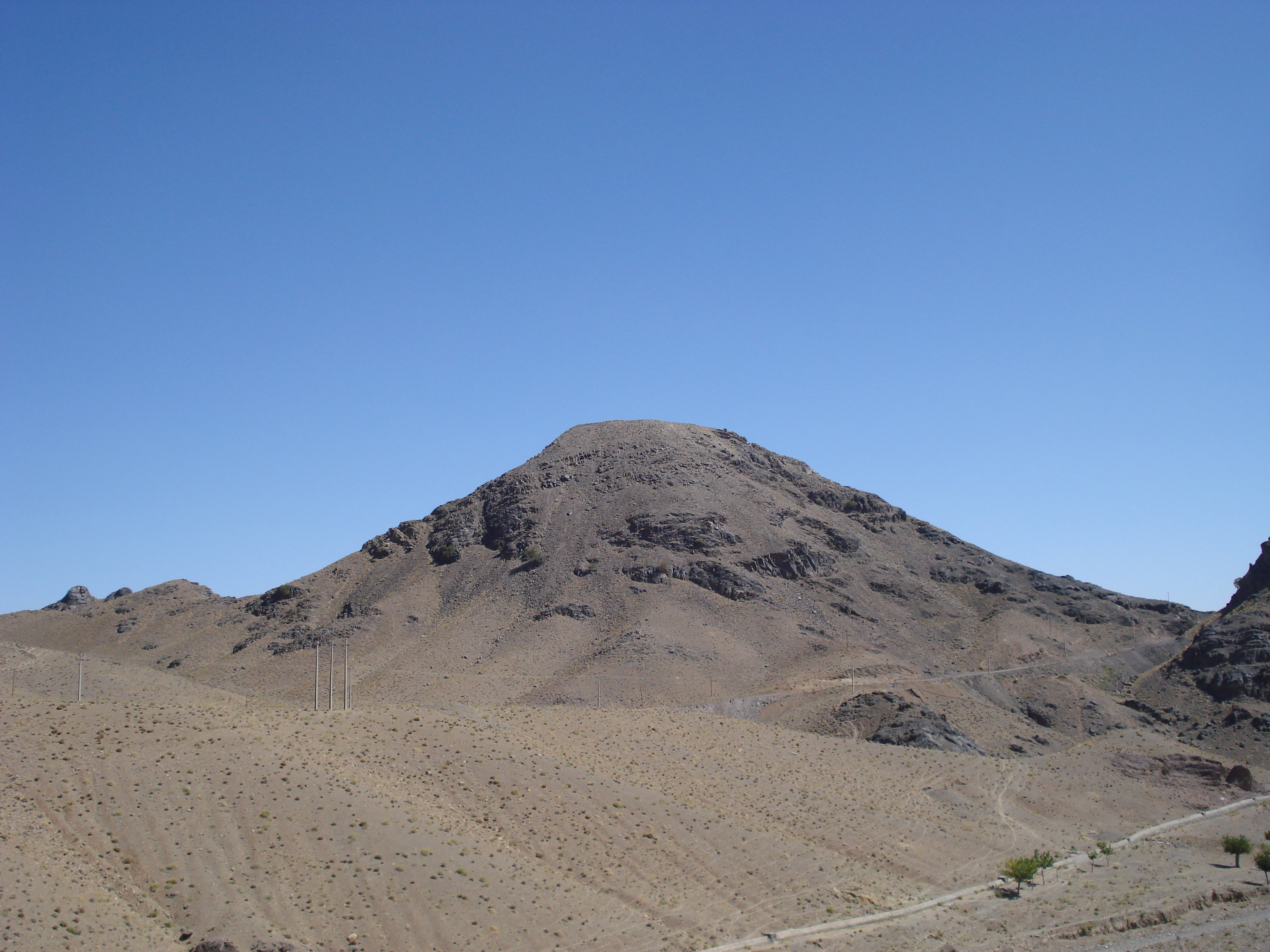
قله شاه نشین زیبد
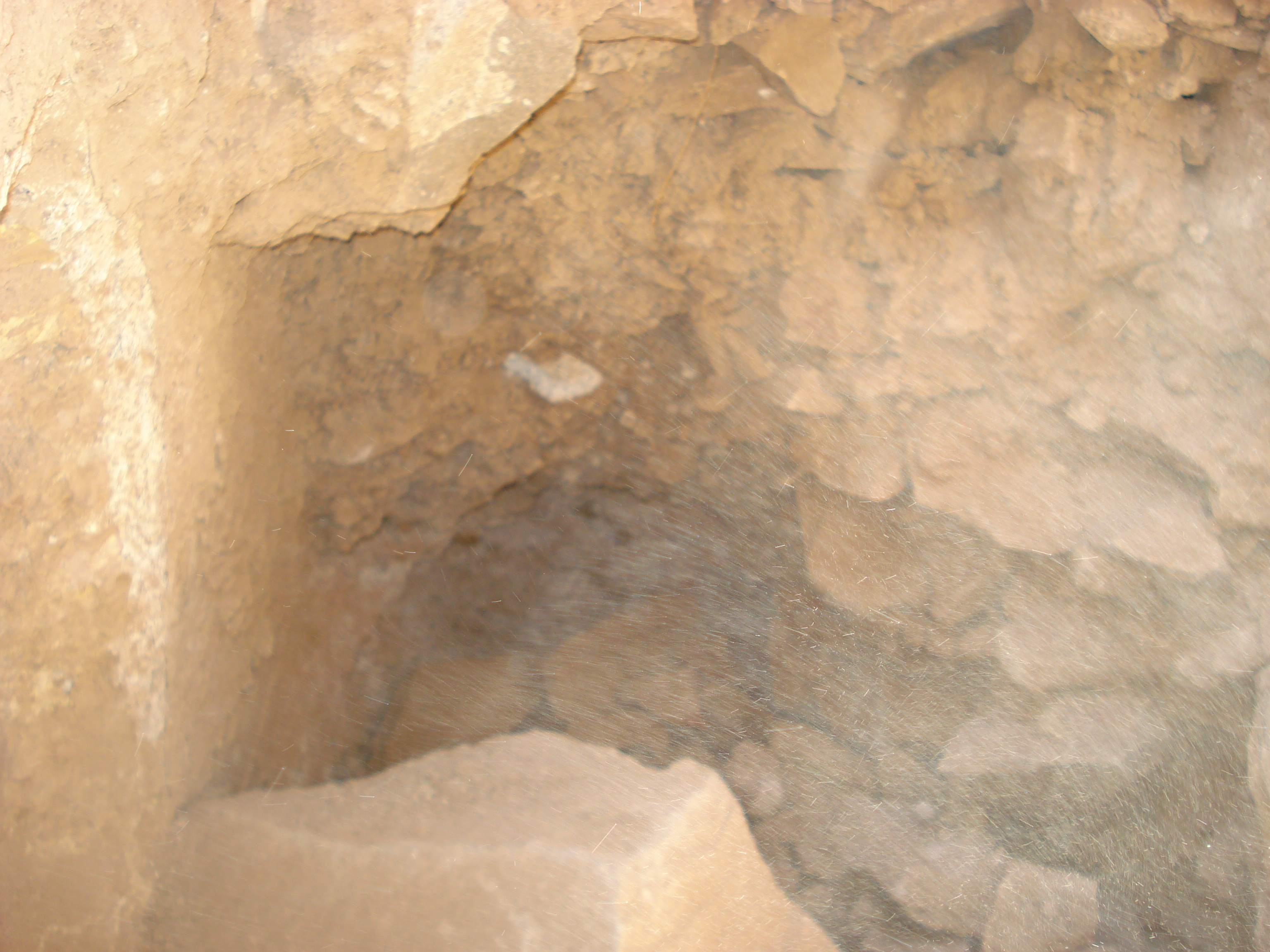
تخریب در پناهگاه واپسین شاه ساسانی، قلعه شاه‌نشین
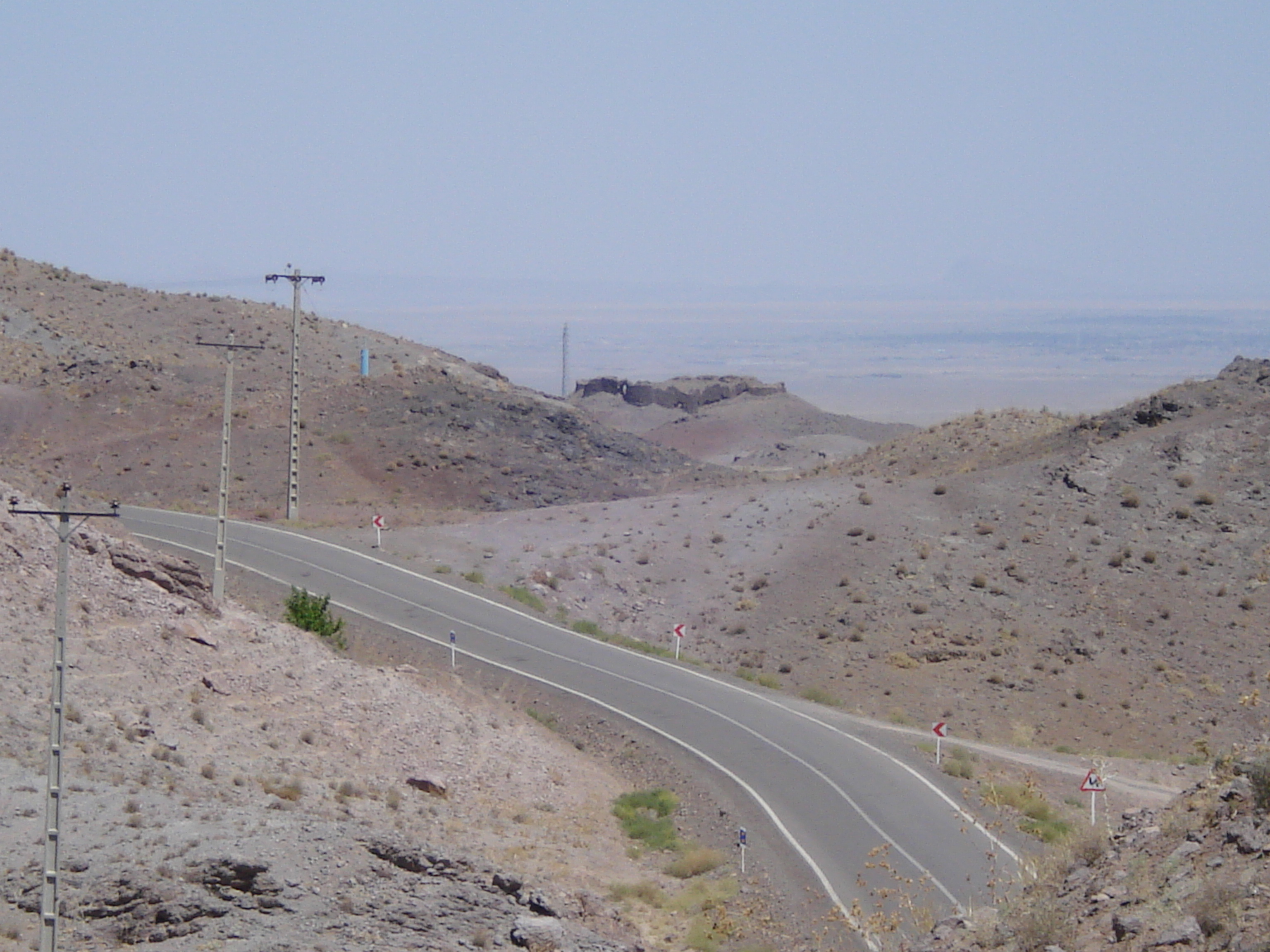
نمای قلعه زیبد از بالای قلعه شاه‌نشین
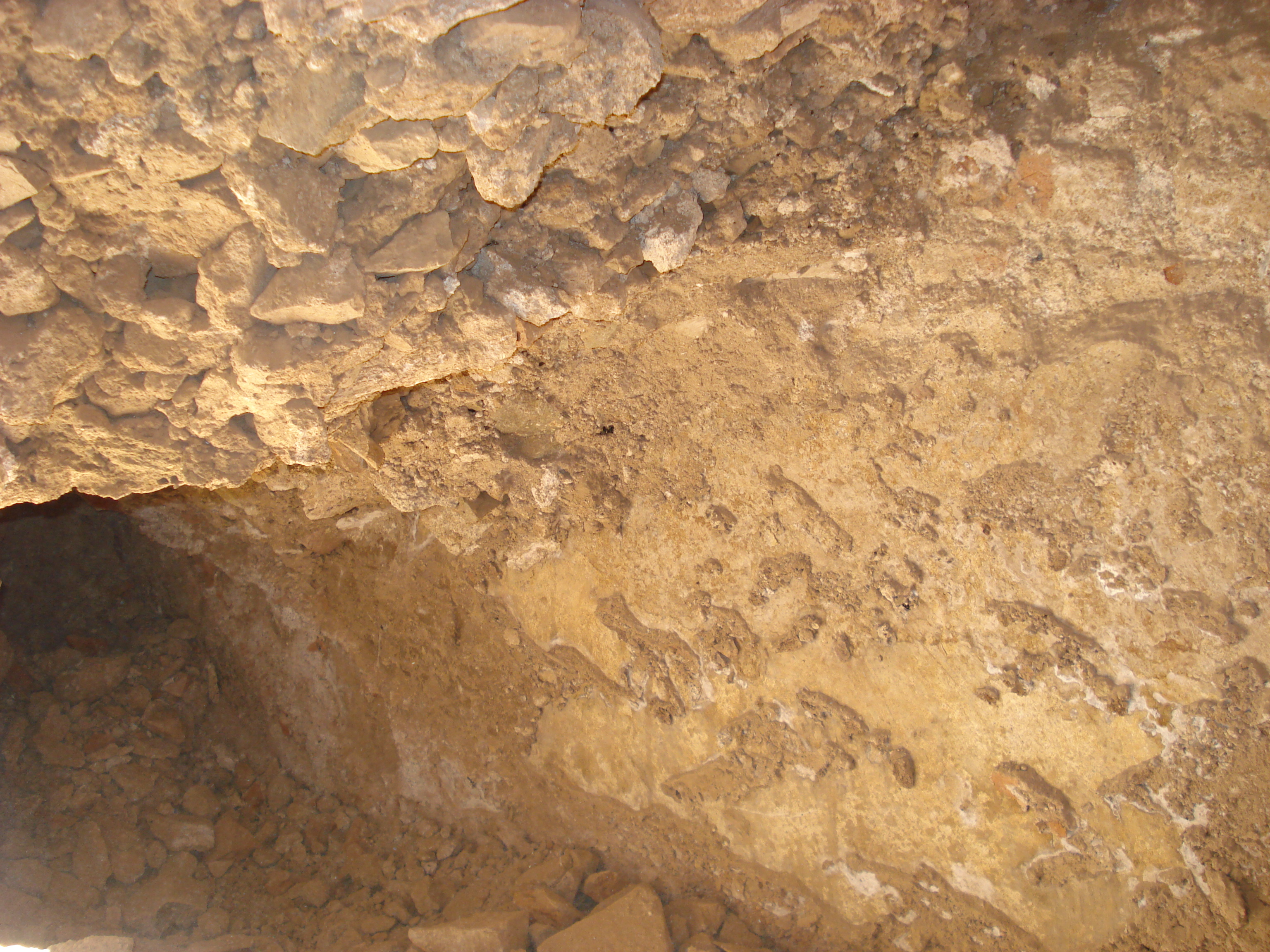
یکی از غرفه‌های کشف شده در زیر خاک‌های قلعه توسط دزدان و غارت آن
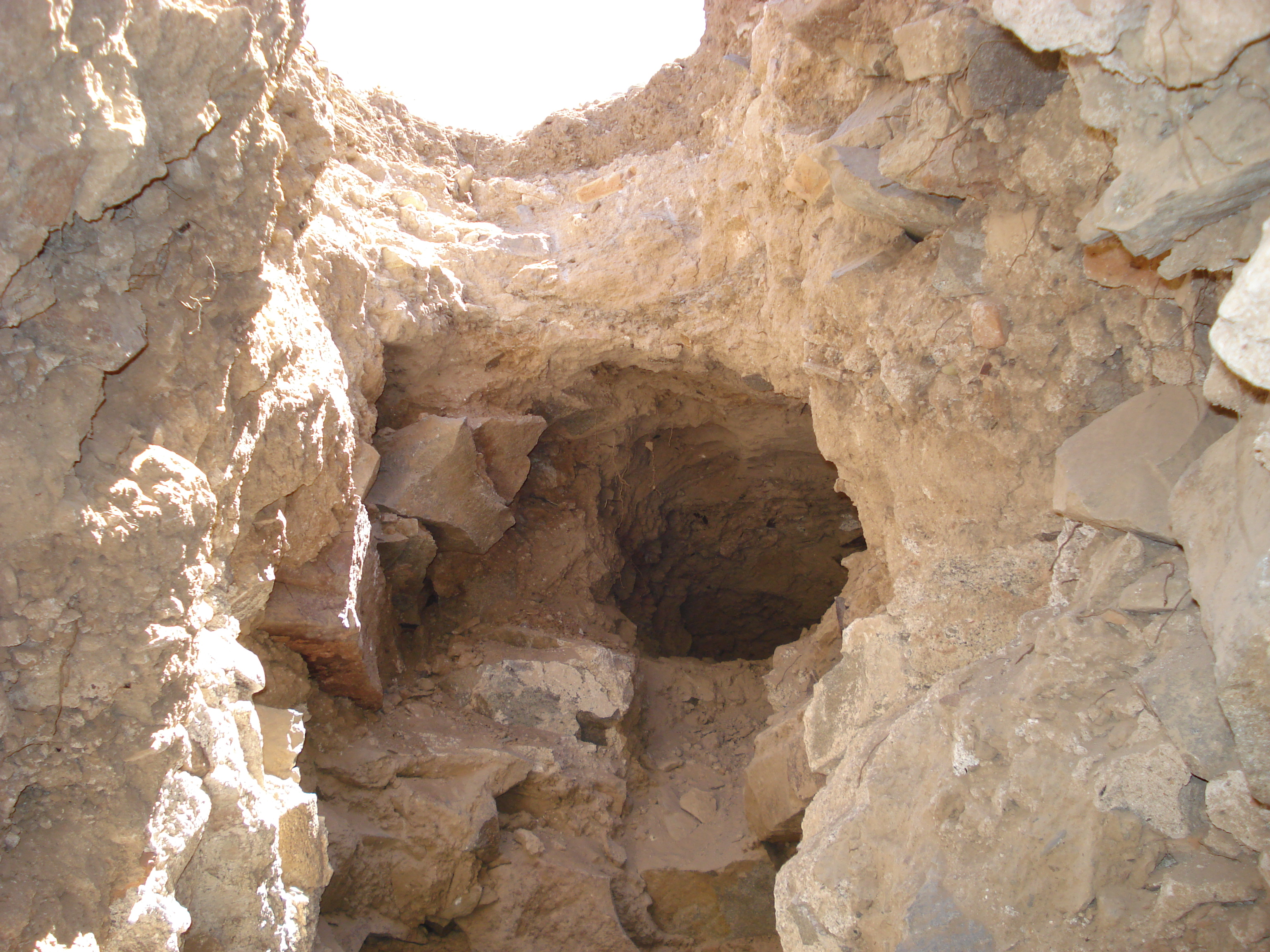
تخریب واپسین قلعه یزدگرد سوم توسط سارقان آثار باستانی
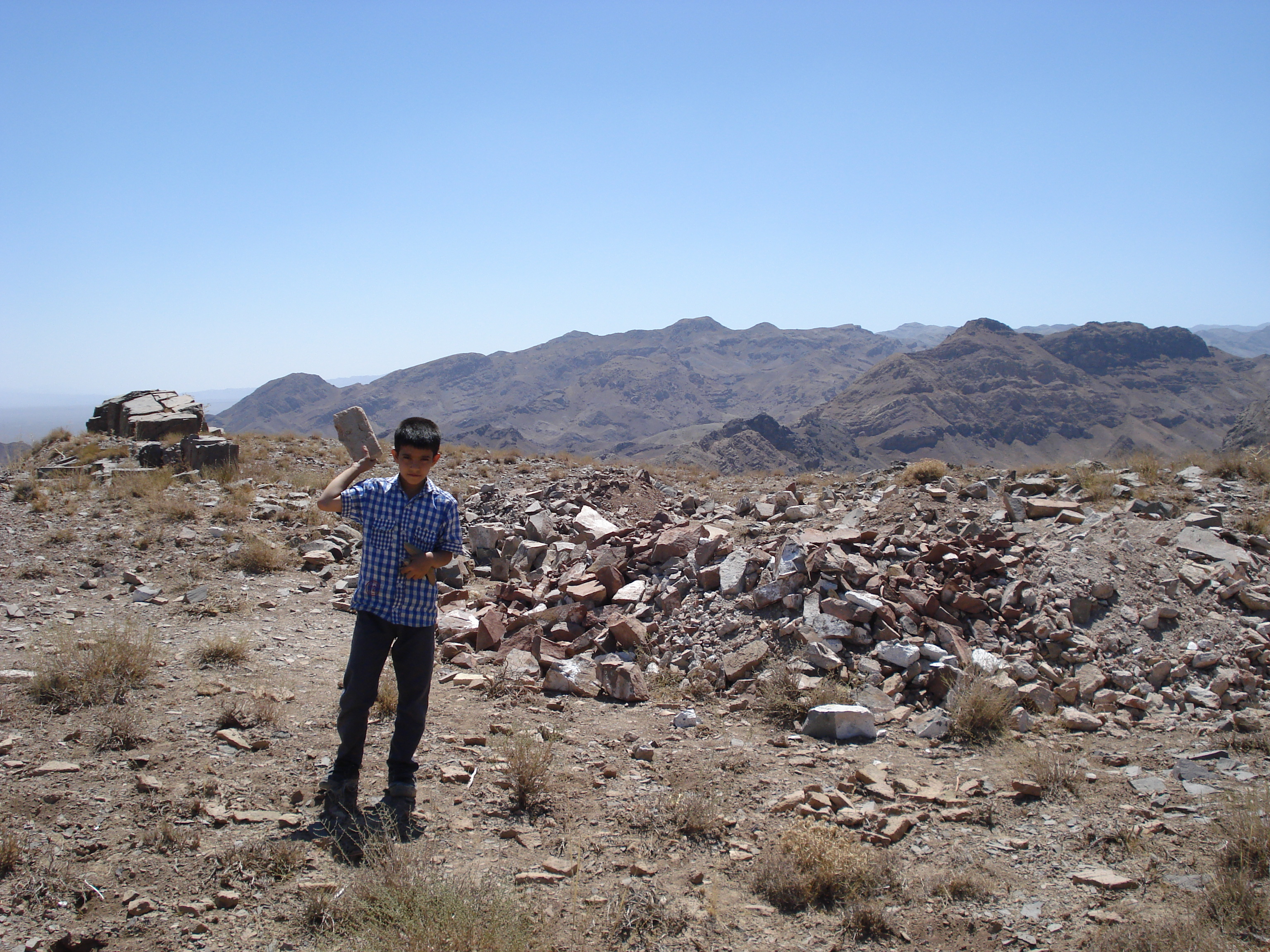
ویرانه‌های ناشی از تخریب توسط سارقان آثار باستانی